# Youcef Hanou
Youcef Hanou, également surnommé Youyou, né le 26 juin 1961 à Affreville, aujourd'hui Khemis Miliana, en Algérie, est un ancien joueur de rugby à XV, évoluant au poste de talonneur (plus rarement troisième ligne).

## Biographie
International junior, il débute en équipe première à l'âge de 19 ans. En 1994, il quitte Périgueux pour le club voisin de Bergerac mais revient la saison suivante. Il arrête sa carrière comme joueur en 1998 (285 matchs).
Il devient entraîneur des équipes juniors et espoirs (finaliste en 1999 /Agen), puis de l'équipe première (2000/2001) en Pro D2. Pendant trois ans, les entraîneurs ne cessent de se succéder au sein du club, du aux relations compliquées avec la direction de l'association sportive. Après avoir entraîné l'équipe de Nontron (Fédérale 2), il entraîne le Sport Athlétique Trélissacois (SAT Rugby). Le 20 juin 2010, lors de l'assemblée générale du club, le président Pierre Laurent salue Youcef Hanou pour « le travail accompli qui a permis au club d'accéder deux années de suite à la division supérieure ».

### Clubs fréquentées
- US Bergerac
- CA Périgueux[1]
- SA Trélissac Rugby[1]

### Palmarès
- Demi-finaliste Reichel en 1981.
- Finaliste du challenge de l'Espérance en 1983.
- Quart de finale du Groupe B en 1983.
- Demi-finaliste de deuxième division en 1988.
- Demi-finaliste du Groupe B en 1990.
- Champion de France du Groupe B en 1993.
- huitième de finale A1 1996 contre Bourgoin défaite 26/12